# 5307-es mellékút (Magyarország)
Az 5307-es mellékút egy 7 kilométeres hosszúságú, négy számjegyű mellékút Bács-Kiskun vármegye területén; Tabdit köti össze Csengőddel és Kiskőrös térségével.

## Nyomvonala
Csengőd lakott területének keleti szélétől nem messze, de még külterületen ágazik ki az 5306-os útból, annak a 4+300-as kilométerszelvénye közelében, délkeleti irányban. Nagyjából 2,2 kilométer után lépi át Tabdi határát, a belterület északi szélét mintegy 3,5 kilométer után éri el, ahol települési névként előbb a Szent István utca, majd a Kossuth utca nevet veszi fel. Az 5. kilométere táján már külterületek közt halad, úgy is ér véget, Tabdi és Kiskőrös határvonalán, beletorkollva az 5301-es útba, annak a 36+700-as kilométerszelvényénél.
Teljes hossza, az országos közutak térképes nyilvántartását szolgáló kira.gov.hu adatbázisa szerint 6,996 kilométer.

## Települések az út mentén
- Csengőd
- Tabdi
- (Kiskőrös)